# Парусник главк
Парусник главк (лат. Papilio glaucus) — вид бабочек из семейства парусников (Papilionidae). Распространён на востоке Северной Америки. Видовое латинское название дано в честь Главка — троянского воина.

## Описание
Крупная бабочка с размахом крыльев до 12 см. Крылья самцов интенсивно-жёлтые с чёрными жилками и пятнами. По внешнему краю крыльев проходит широкая чёрная кайма с рядом жёлтых лунообразных пятен. Задние крылья несут по одной шпоре (до 1 см длиной) и несколько синих пятен.
У самок выделяют две хорошо различимые географические формы. В северной части ареала их окраска сходна с таковой у самцов, отличаясь в основном бо́льшими размерами голубого поля на задних крыльях и более интенсивной его окраской. Самки из южных регионов — более тёмные, порой — почти чёрные.
Яйцо зелёное, откладывается одной штукой на верхнюю сторону листа. Гусеница зелёная; торакс гусеницы увеличен, на нём располагаются 2 глазчатых пятна.

## Питание
Кормовые растения гусениц: тополь, вишня, ива и осина. Бабочки питаются нектаром и пьют воду из луж.

## Галерея

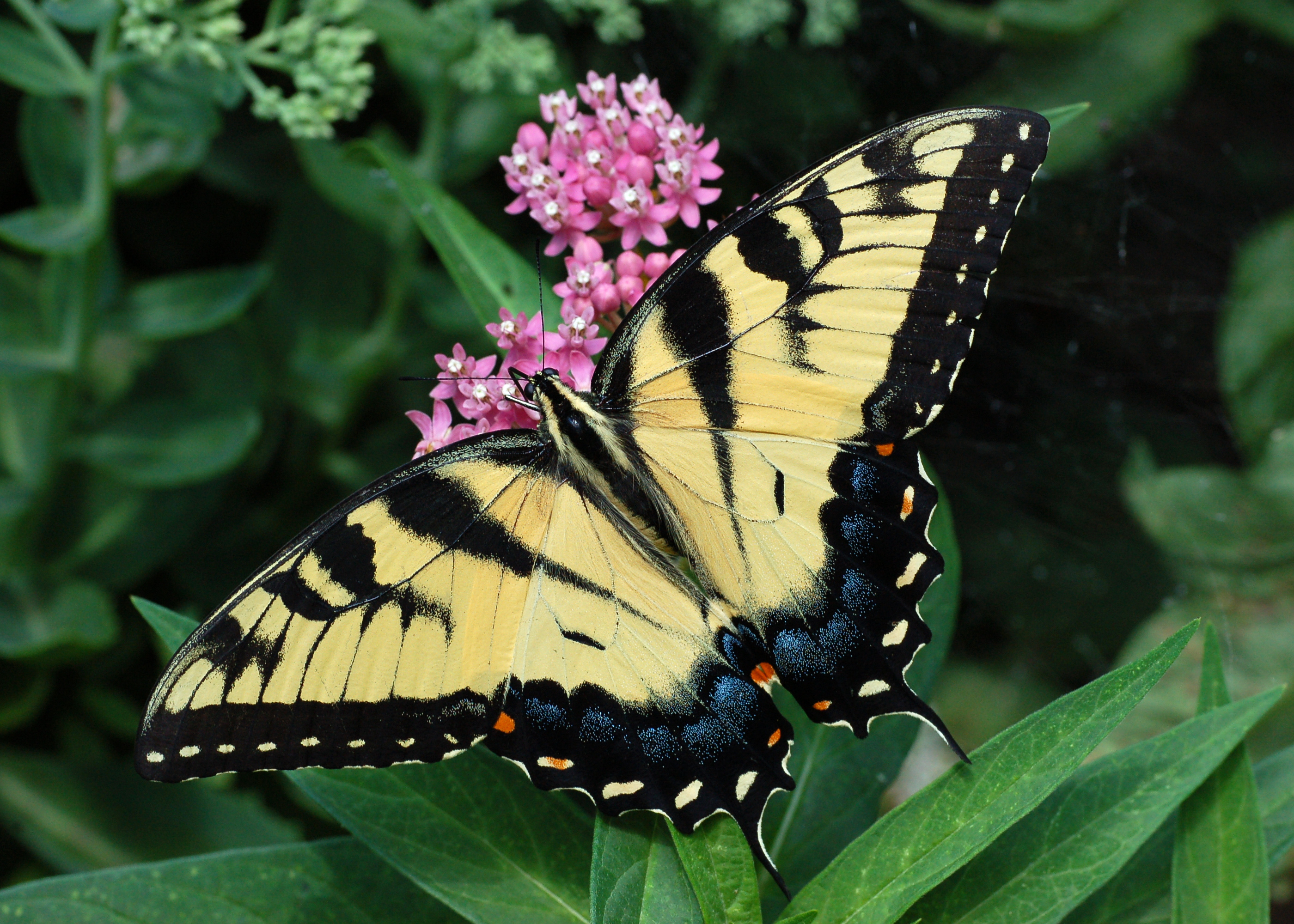
Жёлтая форма самки
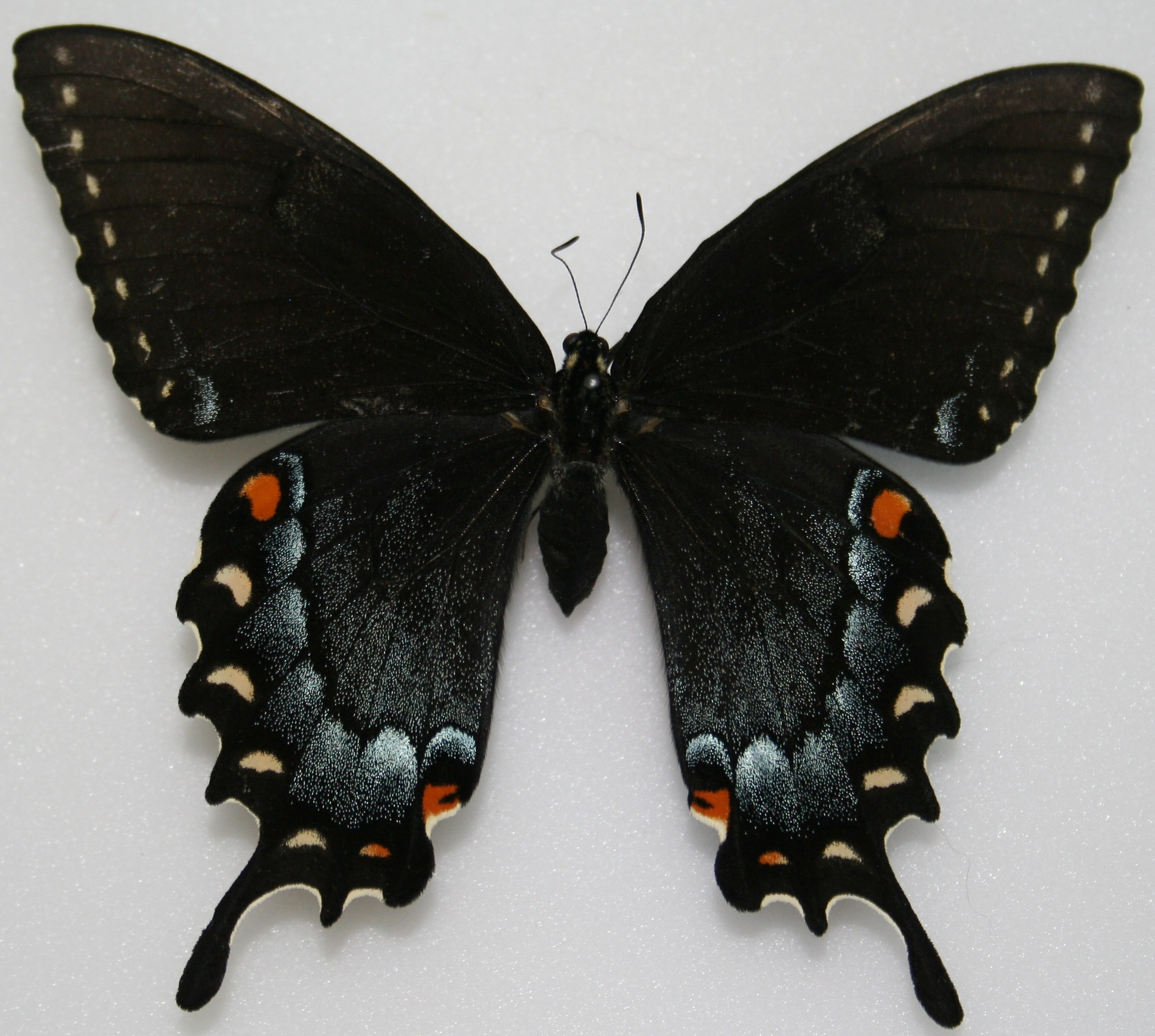
Тёмная форма самки
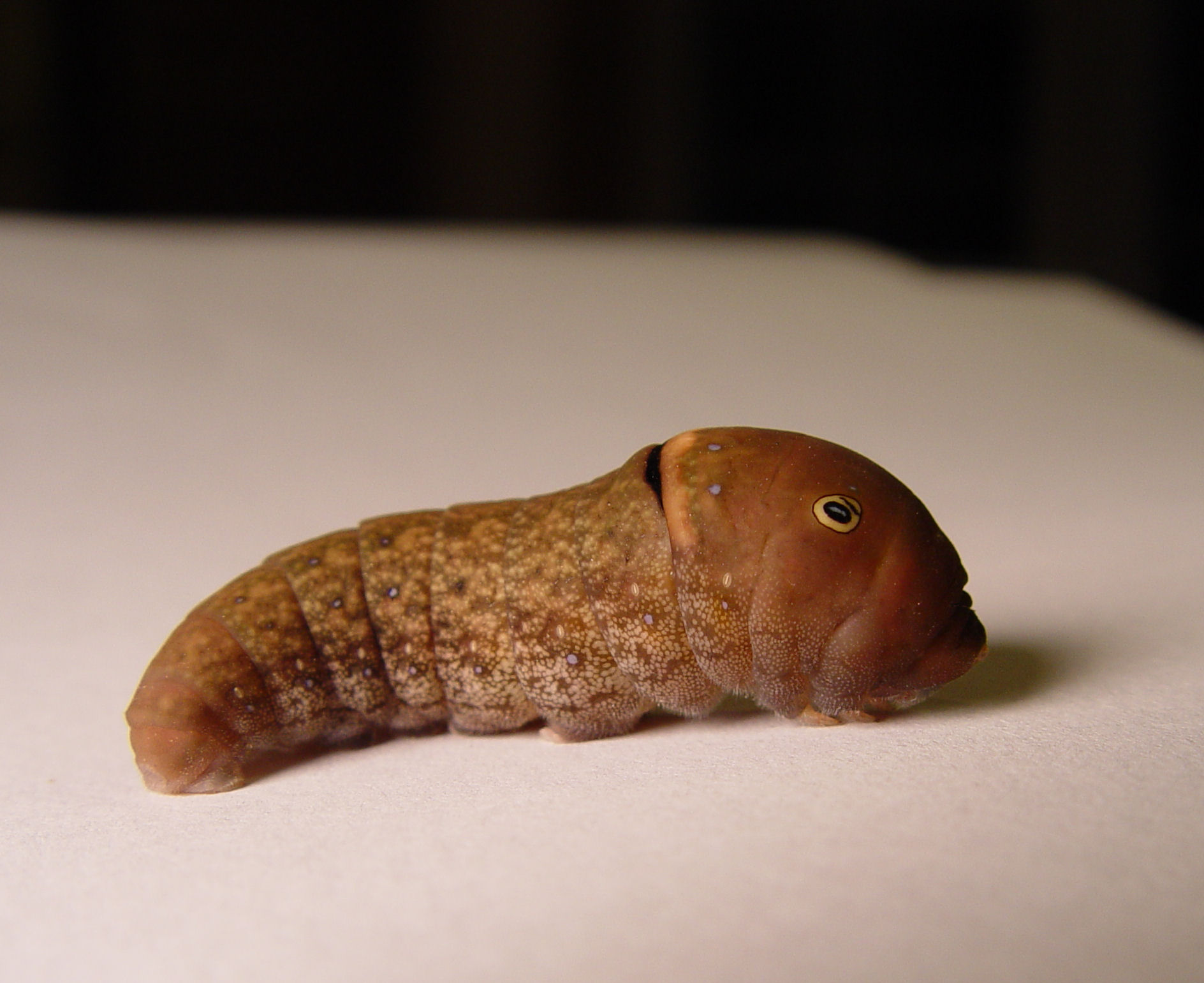
Гусеница